# Ministerie van Landbouw en Visserij
Het Ministerie van Landbouw en Visserij was een Nederlands ministerie voor de beleidsterreinen landbouw en visserij en verwante beleidsterreinen. Het ministerie droeg deze naam in de periodes 1935-1944 (behalve 1939) en 1959-1989.
Na de Tweede Wereldoorlog, in 1945, werd de naam van het ministerie 'Ministerie van Landbouw, Visserij en Voedselvoorziening', maar in 1959 kreeg het weer de oude naam. In 1989 werd bij de totstandkoming van het kabinet-Lubbers III de naam wederom veranderd, nu in Ministerie van Landbouw, Natuurbeheer en Visserij omdat in 1982 natuurbeheer/natuurbescherming dat deels onder het ministerie van CRM viel geheel onder dit ministerie waren gebracht. 

## Ministers van Landbouw en Visserij 1959-1989
- kabinet-Lubbers II	1986-1989	Gerrit Braks
- kabinet-Lubbers I	1982-1986	Gerrit Braks
- kabinet-Van Agt III	1982	Jan de Koning
- kabinet-Van Agt II	1981-1982	Jan de Koning
- kabinet-Van Agt I	1977-1981	Fons van der Stee / Gerrit Braks
- kabinet-Den Uyl	1973-1977	Tiemen Brouwer / Fons van der Stee
- kabinet-Biesheuvel II	1972-1973	Pierre Lardinois / Jaap Boersma
- kabinet-Biesheuvel I	1971-1972	Pierre Lardinois
- kabinet-De Jong	1967-1971	Pierre Lardinois
- kabinet-Zijlstra	1966-1967	Barend Biesheuvel
- kabinet-Cals	1965-1966	Barend Biesheuvel
- kabinet-Marijnen	1963-1965	Barend Biesheuvel
- kabinet-De Quay	1959-1963	Victor Marijnen

## Ministers van Landbouw en Visserij 1935-1944
- kabinet-Gerbrandy II	1941-1945	Maximilien Paul Léon Steenberghe / Jan van den Tempel / Petrus Adrianus Kerstens
- kabinet-Gerbrandy I	1940-1941	Arie Adriaan van Rhijn / Maximilien Paul Léon Steenberghe
- kabinet-De Geer II	1939-1940	Arie Adriaan van Rhijn
- kabinet-Colijn IV	1937-1939	Maximilien Paul Léon Steenberghe
- kabinet-Colijn III	1935-1937	Laurentius Nicolaas Deckers

Algemene Zaken (AZ) · 
Asiel en Migratie (A&M) · 
Binnenlandse Zaken en Koninkrijksrelaties (BZK) · 
Buitenlandse Zaken (BZ) ·
Defensie (Def) · 
Economische Zaken (EZ) · 
Financiën (Fin) · 
Infrastructuur en Waterstaat (I&W) · 
Justitie en Veiligheid (J&V) · 
Klimaat en Groene Groei (KGG) · 
Landbouw, Visserij, Voedselzekerheid en Natuur (LVVN) ·
Onderwijs, Cultuur en Wetenschap (OCW) · 
Sociale Zaken en Werkgelegenheid (SZW) · 
Volksgezondheid, Welzijn en Sport (VWS) · 
Volkshuisvesting en Ruimtelijke Ordening (VRO)

Voormalige ministeries:
Algemene Oorlogvoering van het Koninkrijk (AOK) ·
Arbeid, Handel en Nijverheid ·
 Binnenlandse Zaken en Landbouw ·
Cultuur, Recreatie en Maatschappelijk Werk (CRM) ·
Economische Zaken en Arbeid ·
Economische Zaken, Landbouw en Innovatie (EL&I) · 
Eredienst ·
Handel en Nijverheid ·
Handel, Nijverheid en Landbouw ·
Handel, Nijverheid en Scheepvaart ·
Infrastructuur en Milieu ·
Justitie (Just) ·
Koloniën, later Overzeese Gebiedsdelen ·
Landbouw, Natuurbeheer en Visserij ·
Landbouw, Nijverheid en Handel ·
Landbouw en Visserij ·
Landbouw, Visserij en Voedselvoorziening ·
Maatschappelijk Werk ·
Marine ·
Oorlog ·
Onderwijs en Wetenschappen ·
 Onderwijs, Kunsten en Wetenschappen ·
Openbare Werken ·
Openbare Werken en Wederopbouw ·
Sociale Zaken en Volksgezondheid ·
Verkeer ·
Verkeer en Energie ·
Verkeer en Waterstaat (V&W) · 
Volksgezondheid en Milieuhygiëne ·
Volkshuisvesting en Bouwnijverheid ·
Volkshuisvesting, Ruimtelijke Ordening en Milieubeheer (VROM) ·
Waterstaat ·
Waterstaat, Handel en Nijverheid ·
Wederopbouw en Volkshuisvesting ·
Welzijn, Volksgezondheid en Cultuur (WVC)